# William Bonquer
Sir William Bonquer (auch de Bonquer oder Boncour) († nach 6. November 1267) war ein englischer Ritter, der auch als Diplomat und Richter diente.
William Bonquer war ein Ritter des königlichen Haushalts von Heinrich III. Er hatte schon als Gesandter des Königs in Spanien gedient, als er als Marshal des königlichen Haushalts 1255 einer Gesandtschaft angehörte, die wegen der Bewerbung des Königssohns Edmund um den Thron Siziliens an den Papsthof reiste. In Rom schlug er im März 1256 Papst Alexander IV. auch die Wahl von Richard von Cornwall als römisch-deutscher König vor. Im Mai 1259 reiste er erneut wegen dieses sogenannten Sizilianischen Abenteuers an den Papsthof, dazu verhandelte er in Frankreich über einen Friedensvertrag mit England.
Von April bis Mai 1262 diente Bonquer während einer von Nicholas de Turri geleiteten vierwöchigen Gerichtsreise durch Bedfordshire und Essex als Richter. Im Juli 1262 reiste er als Gesandter vermutlich erneut nach Frankreich. Nach seiner Rückkehr nahm er ab Oktober 1262 an einer Gerichtsreise durch Hertfordshire und Kent teil, dabei verdankte er seine Ernennung wohl vor allem einem Mangel an Richtern. Ab März 1263 gehörte er zu den Richtern einer Gerichtsreise in Hampshire, bis die Gerichtsreisen im Juni 1263 aufgrund der Unruhen zu Beginn des Zweiten Kriegs der Barone abgebrochen wurden. Nachdem die von Simon de Montfort geführten Barone im Mai 1264 die Macht errungen hatten, diente Bonquer ab September 1264 als Richter am Common Bench. Nach dem Sieg der Anhänger des Königs in der Schlacht von Evesham im August 1265 blieb Bonquer weiterhin als Richter tätig. Damit war er neben Gilbert of Preston der einzige Richter, der noch an dem Gerichtshof tätig war. 1266 reiste Bonquer erneut als Gesandter nach Frankreich. Er kehrte erst Ende September 1266 zurück und diente dann wieder als Richter in Westminster. Bereits im November 1266 reiste er zusammen mit dem Richter John de la Lynde erneut als Gesandter nach Frankreich. Nach seiner Rückkehr nach England 1267 diente er nicht mehr als Richter. Am 6. November 1267 bezeugte er in Winchester noch einmal eine königliche Urkunde.